# Куприяновка (Запорожская область)
Куприяновка (укр. Купріянівка) — село,
Куприяновский сельский совет,
Вольнянский район,
Запорожская область,
Украина.
Код КОАТУУ — 2321582201. Население по переписи 2024 года составляло 447 человек.
Является административным центром Куприяновского сельского совета, в который, кроме того, входят сёла
Бекаровка,
Малая Куприяновка,
Троянды и
Яковлево.

## Географическое положение
Село Куприяновка находится на берегу реки Мокрая Московка,
выше по течению примыкает село Малая Куприяновка,
ниже по течению на расстоянии в 2 км расположено село Бекаровка.

## Происхождение названия
На территории Украины 2 населённых пункта с названием Куприяновка.

## История
- 1844 год — дата основания как село Крейцерово.
- В 1884 году переименовано в село Куприяновка.

## Экономика
- «Прогресс», агрофирма, ЧП.

## Объекты социальной сферы
- Школа.
- Детский сад.
- Дом культуры.
- Фельдшерско-акушерский пункт.

## Достопримечательности
- Братская могила советских воинов.